# Барт (город, Германия)
Барт (нем. Barth) — город в Германии, в земле Мекленбург-Передняя Померания.
Входит в состав района Северная Передняя Померания. Подчиняется управлению Барт. Население составляет 8733 человека (на 31 декабря 2010 года). Официальный код — 13 0 57 009.

## География
Город занимает площадь 40,83 км² и подразделяется на 4 городских района.

## Известные люди
Здесь родились:
- Эссер, Макс (1885—1945) — немецкий скульптор.
- Юльке, Фердинанд (1815—1893) — немецкий учёный-садовод.

## Фотографии

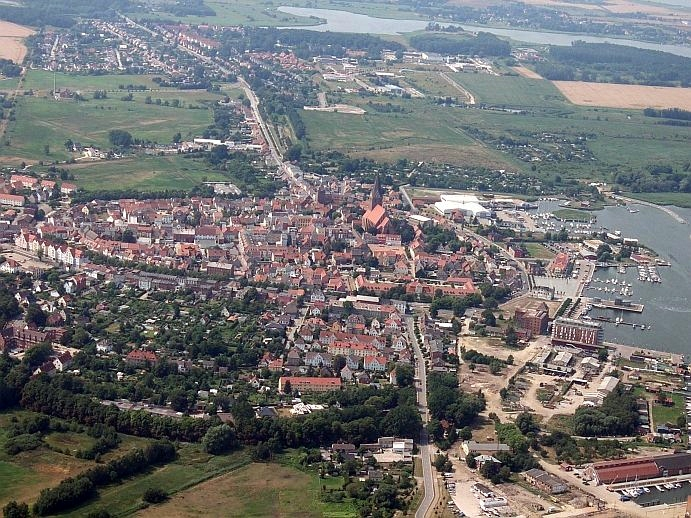
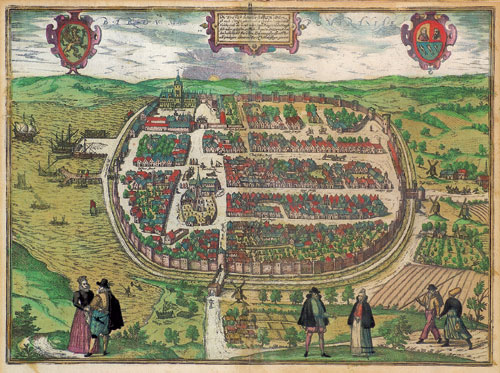
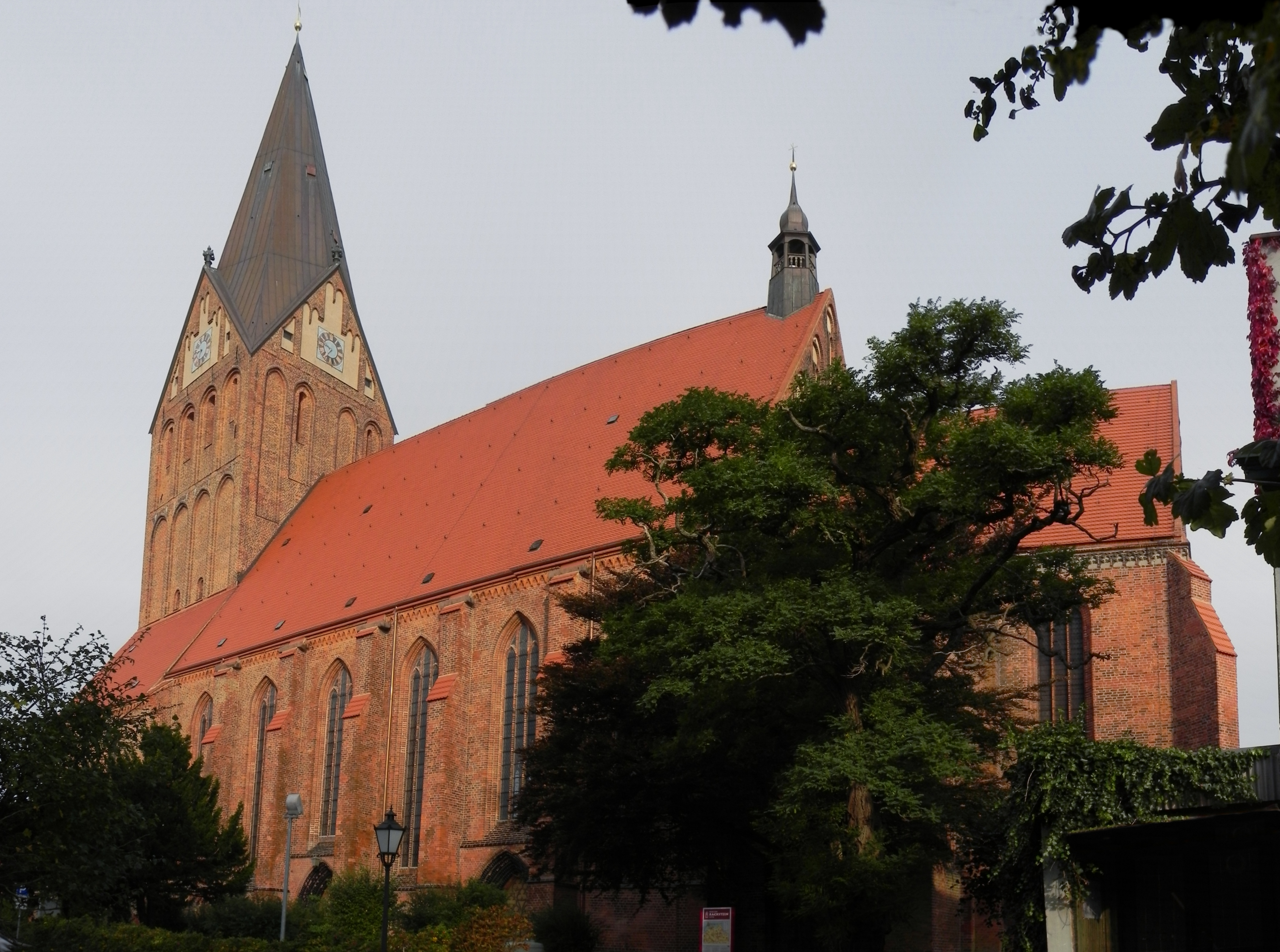
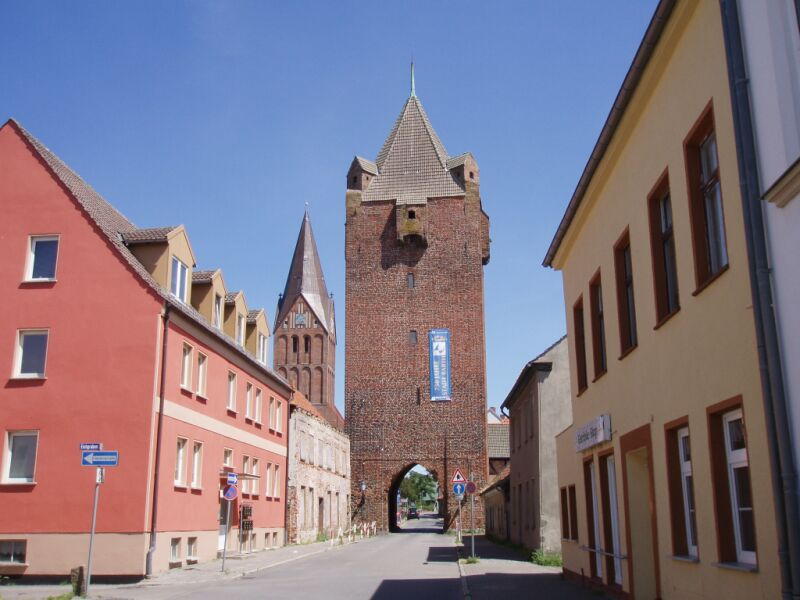
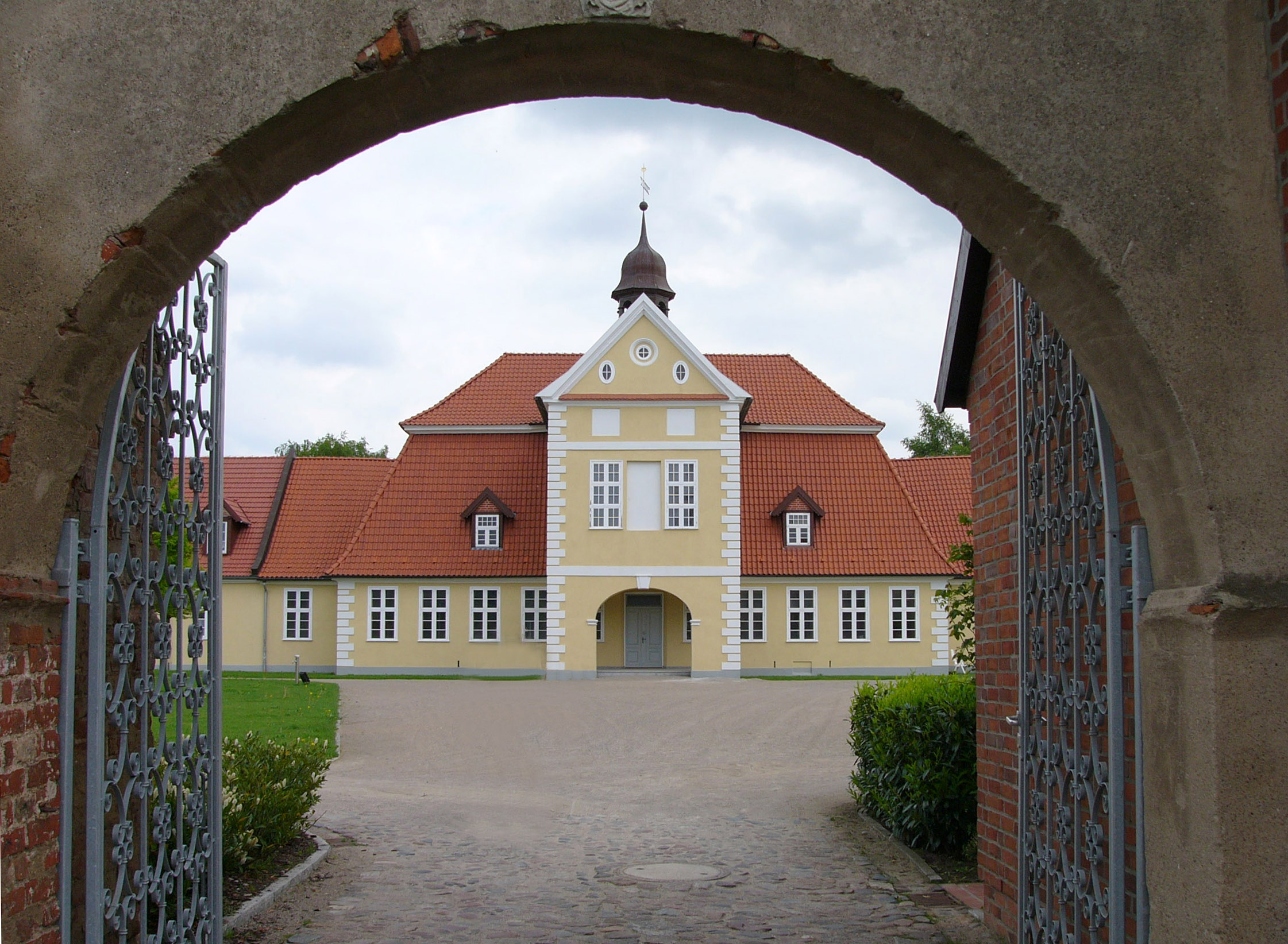
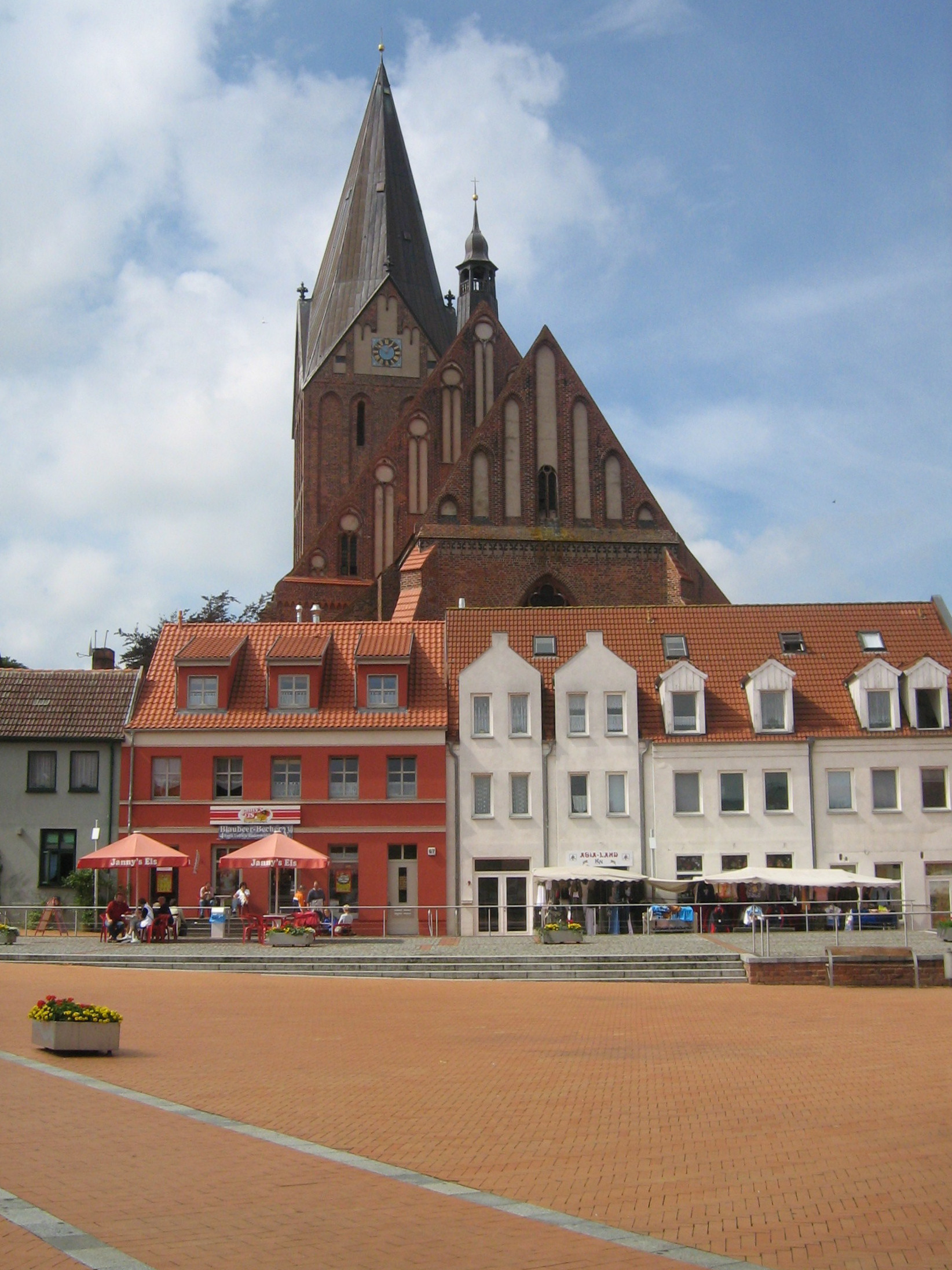
Рыночная площадь
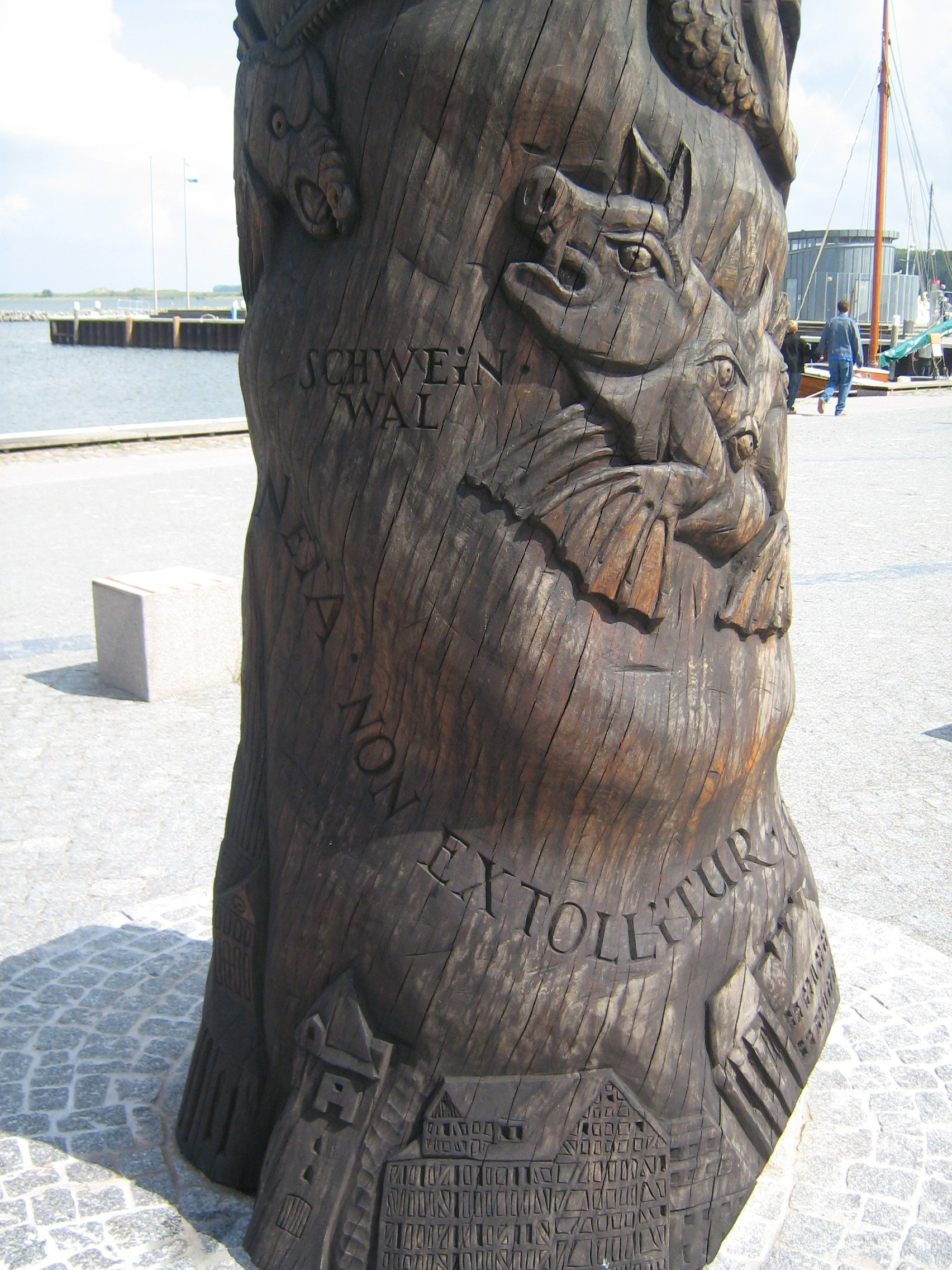